# Codinacs (Moià)
Codinacs és una masia del terme municipal de Moià, al Moianès.
Està situada al sector nord-oest del terme de Moià, a l'esquerra de la Serra de Cal Rei i al nord de Vilalta. Es tracta de dues construccions veïnes, formades per diferents cossos. L'edifici més occidental té una planta rectangular, amb coberta a doble vessant.